# Sphaeromides bureschi
Sphaeromides bureschi is een pissebed uit de familie Cirolanidae. De wetenschappelijke naam van de soort is voor het eerst geldig gepubliceerd in 1963 door Hans Strouhal.